# Kószó Ferenc
Kószó Ferenc (Makó, 1943. október 29.) magyar kémikus. A biológiatudományok kandidátusa (1983).

## Életpályája
Szülei: Dr. Kószó Ferenc és Dézsi Mária Magdolna voltak. 1962–1967 között a József Attila Tudományegyetem Természettudományi Karának vegyész szakán tanult. 1967–1972 között a laboratóriumi textilipar vezetője volt Szegeden. 1972–2007 között a SZOTE munkatársa; 1989–2007 között tudományos tanácsadója, a klinikai laboratórium vezetője volt. 1985-ben Cardiffban és Prágában volt tanulmányúton. 1989–2007 között az Európai Fotóbiológiai Társaság porfirinvizsgálatok koordinátora volt. 1990–2007 között a Szegedi Akadémiai Bizottság orvostudományi szakbizottságának tagja, a klinikai kémiai munkabizottság elnöke volt. 1991-ben Göttingenben tartózkodott. 1997-ben habilitált. 2007-ben nyugdíjba vonult.

## Magánélete
1967-ben házasságot kötött Hankó Évával (1944). Két fiuk született: Ferenc (1968) és Péter (1972).